# Gustav Händel
Gustav Händel (* 9. September 1851 in Crimmitschau; † 13. Februar 1914 in Plauen) war ein deutscher Politiker (Nationalliberale Partei) und Bankier. Er war Stadtverordneter in Crimmitschau und Mitglied des sächsischen Landtages.

## Leben und Wirken
Er war der Sohn des Bankiers Carl Gottlob Händel und seiner Ehefrau Anna Frieda geborene Kürzel, Tochter des Spinnereibesitzers Hermann Kürzel. Nach dem Tod des Vaters übernahm er das 1850 gegründete Bankhaus C. G. Händel, das größtenteils die Crimmitschauer Industrie finanzierte. 
Von 1907 bis 1909 war er als Mitglied der Nationalliberalen Partei (NLP) in der Zweiten Kammer des sächsischen Landtags vertreten. Zuvor war er von 1897 bis 1906 Stadtverordneter in Crimmitschau und von 1899 bis 1903 Vorsitzender der dortigen Stadtverordnetenversammlung.
Er trug den Titel eines Kgl. Sächs. Kommerzienrates.